# La Jeunesse de Guilhem d'Ussel
La Jeunesse de Guilhem d'Ussel est une suite romanesque historique de l’écrivain français Jean d'Aillon.

## Épisodes
1. De taille et d'estoc (1187)
2. Férir ou périr (1193)
3. À lances et à pavois (1193)

## Résumé des épisodes

### De taille et d'estoc
Marseille, 1187. Antoine, orphelin de treize ans recherché pour meurtre, fuit la ville et se retrouve sur des routes infestées de bandits et de mercenaires. L’adolescent, qui a pris le prénom de Guilhem, va, au hasard de rencontres, être initié à l’art des troubadours comme à celui de la coutellerie, du lancer de couteau et du duel. Son chemin croise celui de Joceran d’Oc et de Jeanne de Chandieu qui, pour vivre leur passion, ont quitté l’habit et les ordres. Ils sont accusés du vol de la Sainte Lance, inestimable relique rapportée de Terre sainte par les croisés. Amour et honneur, quête de vérité et vengeance : la grande saga du chevalier troubadour Guilhem d’Ussel peut commencer.

### Férir ou périr
En 1193, à Paris, Clérambault de Noyers, compagnon du roi, est tué à l'arbalète. Cependant, Guilhem arrive à Paris avec Gilbert. Il s'éprend de Jeanne de Thury, se disant veuve de Crèvecœur. Puis, il secoure Maud, jongleuse. Peu après, une arbalétrière tue un autre compagnon du roi.
Le lendemain, Jeanne est enlevée. Guilhem et Gilbert vont à Crèvecœur en Normandie et découvrent que Jeanne n'y a jamais été châtelaine. Mailly, hospitalier servant le roi, enquête aussi et retrouve Maud à Rouen. Guilhem s'y rend lui aussi. Il rencontre Mailly et ils s'allient. Ils apprennent que Jeanne est bien veuve, mais de Bricquebec. Ils trouvent Robert, fils de Jeanne, et vont à Bricquebec.
Entre-temps, Chalon, maître de Bricquebec, a emmené sa captive, Jeanne, à Rouen et l'a épousée. Guilhem tue Chalon et Mailly est tué. Robert hérite de Bricquebec et y remmène Jeanne. Gilbert épouse Maud et Guilhem le libère et les place à Bricquebec.
Jean sans Terre, qui avait capturé l'arbalétrière, lui ordonne de tuer Jeanne. Guilhem la tue au moment où elle allait tuer Jeanne et découvre que c'est Isabelle, serveuse de l'auberge où il demeurait à Paris, et dont il était épris. Il quitte aussitôt Bricquebec.

### À lances et à pavois
Automne 1193. Après avoir sauvé de la noyade un garçon fuyant ses ravisseurs, Guilhem d'Ussel découvre que ce dernier, futur comte de Brionne, contrarie les desseins du prince Jean. Engagé pour protéger l'enfant, il tombe dans une embuscade et est laissé pour mort. Secouru par des hors-la-loi, il trouve refuge auprès d'eux et de la belle Alissende, jusqu'à devenir un proscrit risquant le gibet.